# مندوكة برازيلية
مندوكة برازيلية (الاسم العلمي: Manduca brasiliensis) هي نوع من الحشرات تتبع جنس المندوكة من فصيلة العثث الأبو الهول.